# Banca Fasanese
Banca Fasanese è stata una banca italiana.

## Storia
La Banca Fasanese fu costituita il 24 marzo 1887 come cooperativa e trasformata in società per azioni il 3 marzo 1907, su iniziativa di un gruppo di notabili di Fasano, per l’esercizio del Credito e del Risparmio, la gestione di Esattorie, di Ricevitorie e di Tesorerie Comunali e di Enti Statali.
Con atto rogato dal notaio Gaetano Carbone, il 1º agosto 1974 l’Istituto fu assorbito dalla Banca di Andria, insieme alla Banca Agricola Commerciale di Altamura, alla Banca Agricola Industriale di Gioia del Colle, e alla Banca d'Innella di Spinazzola.
Al momento dell’incorporazione l’Istituto era dotato di due sportelli: a Fasano e a Pezze di Greco.

## Fonti
Dante Jannuzzi, Dalla Banca di Andria alla Banca Centro Sud 1886-1980 memorie, ed Vivere In, Roma-Trani, 1984